# System Management Bus
Il System Management Bus, abbreviato SMBus o SMB, letteralmente "Bus per il controllo del sistema" è un semplice bus a due fili usato per la comunicazione a bassa velocità con periferiche presenti sulla scheda madre, in particolare chip relativi all'energia, come i sottosistemi per la gestione delle batterie ricaricabili nei portatili. Altre periferiche possono includere sensori di temperatura e di apertura del coperchio.
Una periferica può fornire informazioni sul produttore, indicando il modello e il numero di serie, salvare il suo stato per un evento di sospensione, riportare diversi tipi di errori, accettare dei parametri di controllo o ritornare lo stato. L'SMB generalmente non è configurabile o accessibile dall'utente.
Il bus fu definito dall'Intel nel 1995. Fornito di clock, dati e istruzioni, è basato sul protocollo per bus seriali I²C della Philips. Il suo range di frequenze di clock va da 10 a 100 kHz mentre il PMBus estende questo limite fino a 400 kHz. I suoi livelli di tensione e le temporizzazioni sono definite più rigorosamente di quelli dell'I²C, ma le periferiche sotto questi due sistemi sono spesso mescolate con successo sullo stesso bus.
SMBus è sostanzialmente un sottoinsieme dell'I²C; i dispositivi I²C hanno specifiche meno restrittive che possono causare il blocco di un bus SMBus. L'SMBus possiede un segnale condiviso esterno di interrupt, aggiuntivo e opzionale, chiamato SMBALERT#, che può essere utilizzato dalle periferiche slave per segnalare all'host di richiedere alle stesse informazioni su eventi di interesse.
SMBus definisce anche un meno comune "Host Notify Protocol", che fornisce notifiche simili ma che può fornire più dati ed è costruito sulla modalità I²C multi-master.
FreeBSD, Linux, Windows 2000, Windows XP e Windows Vista supportano i dispositivi SMBus, mentre non sono supportati da Windows 98 e precedenti.